# Mieszczegarowo
Mieszczegarowo (ros. Мещегарово) – wieś (sieło) w Rosji, w Baszkortostanie, w rejonie saławackim. W 2010 liczyła 534 mieszkańców, głównie Tatarów.